# Conall II de Dalriada
Conall Crandomnaest un monarque, co-roi des Scots de Dál Riata de 650 à 660.

## Origine et règne
Fils cadet de Eochaid Buide il succède sur le trône de Dalriada à Ferchar mac Connaid conjointement avec son cousin Dúnchad mac Conaing ou Dubhan. Après la disparition de ce dernier en 654, il règne seul jusqu’à sa propre mort relevée en 660.
Le partage du pouvoir dans le royaume de Dalriada est une des conséquences du règne désastreux de Domnall Brecc qui avait fortement affaibli l’influence des descendants d’Aedan mac Gabrain dans le Cenél Gabrain.

## Postérité
Conall Crandomna laissa deux fils qui se succédèrent sur le trône de Dalriada :
- Máel-Duin mac Conaill ;
- Domnall Donn mac Conaill.